# Boneffe
Boneffe is een dorp in de Belgische provincie Namen, en een deelgemeente van de Waalse gemeente Eghezée. Het was een zelfstandige gemeente tot het bij de fusie van 1977 toegevoegd werd aan de gemeente Eghezée.
Boneffe is een Haspengouws landbouwdorp aan de Mehaigne. De dorpskom ligt ten zuiden van de weg van Hannuit naar Eghezée.

## Bezienswaardigheden
- De Abdij van Boneffe was een Cisterciënzerabdij, gesticht in 1240, waarvan de oude ommuring nog aanwezig is. Binnen de muren liggen drie boerderijen waarvan de gebouwen dateren uit de 18e en de 19e eeuw.
- De Sint-Medarduskerk (Église Saint-Médard) is een neogotisch kerkgebouw uit 1874-1875 met een pastorie die dateert van 1752.

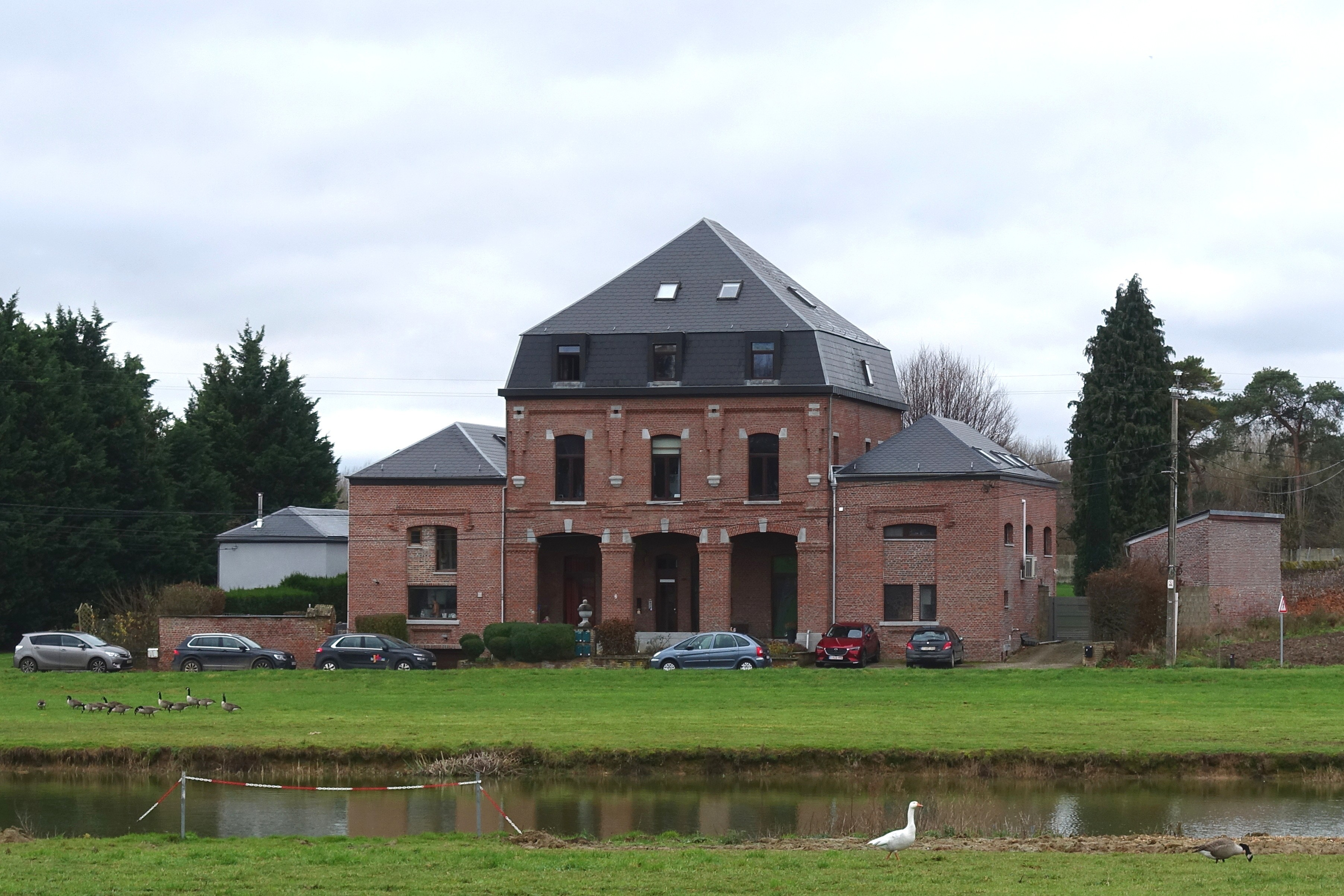
Voormalig weeshuis in Boneffe
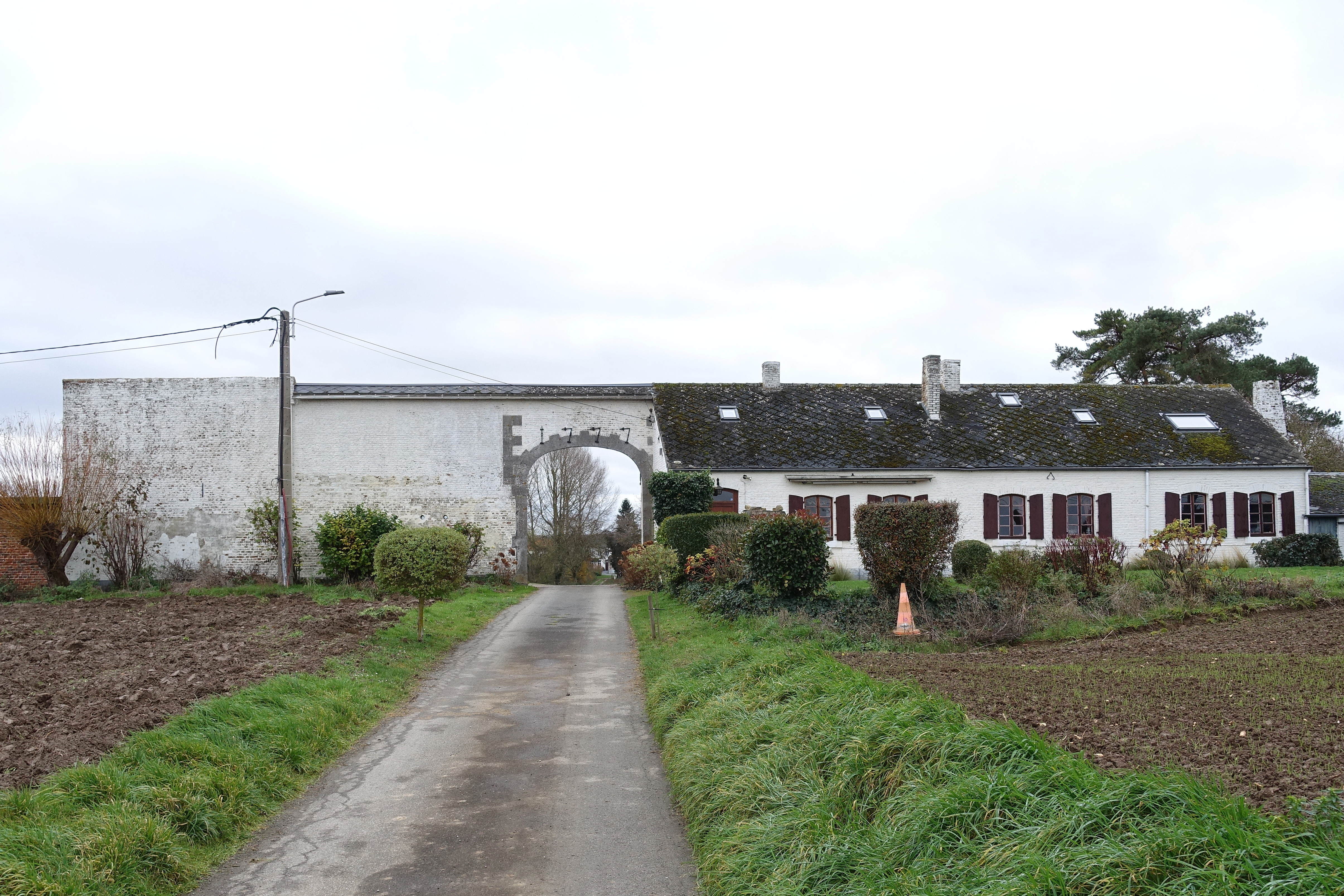
Poort van de voormalige abdij van Boneffe
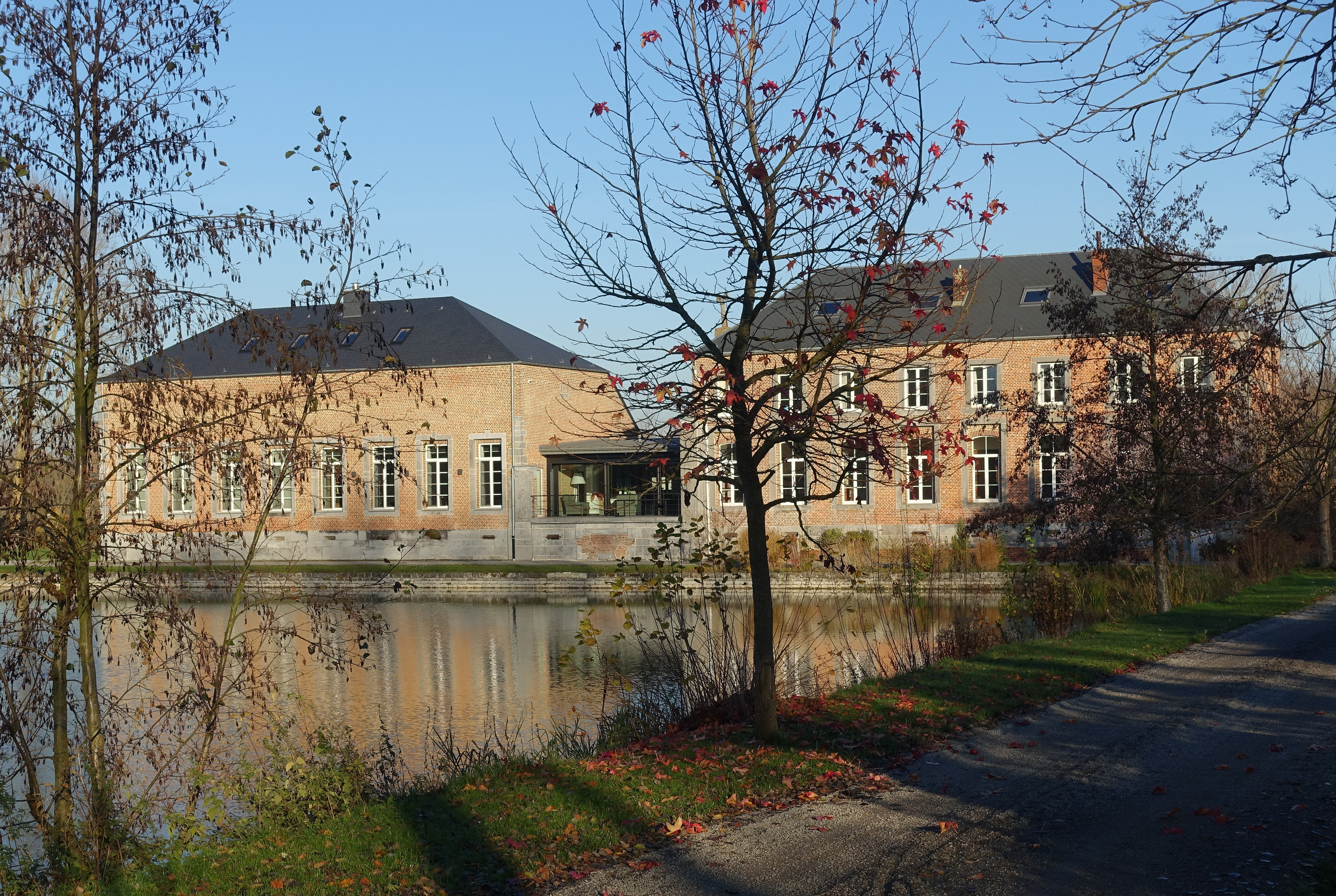
Hoofdvleugel van de voormalige abdij van Boneffe
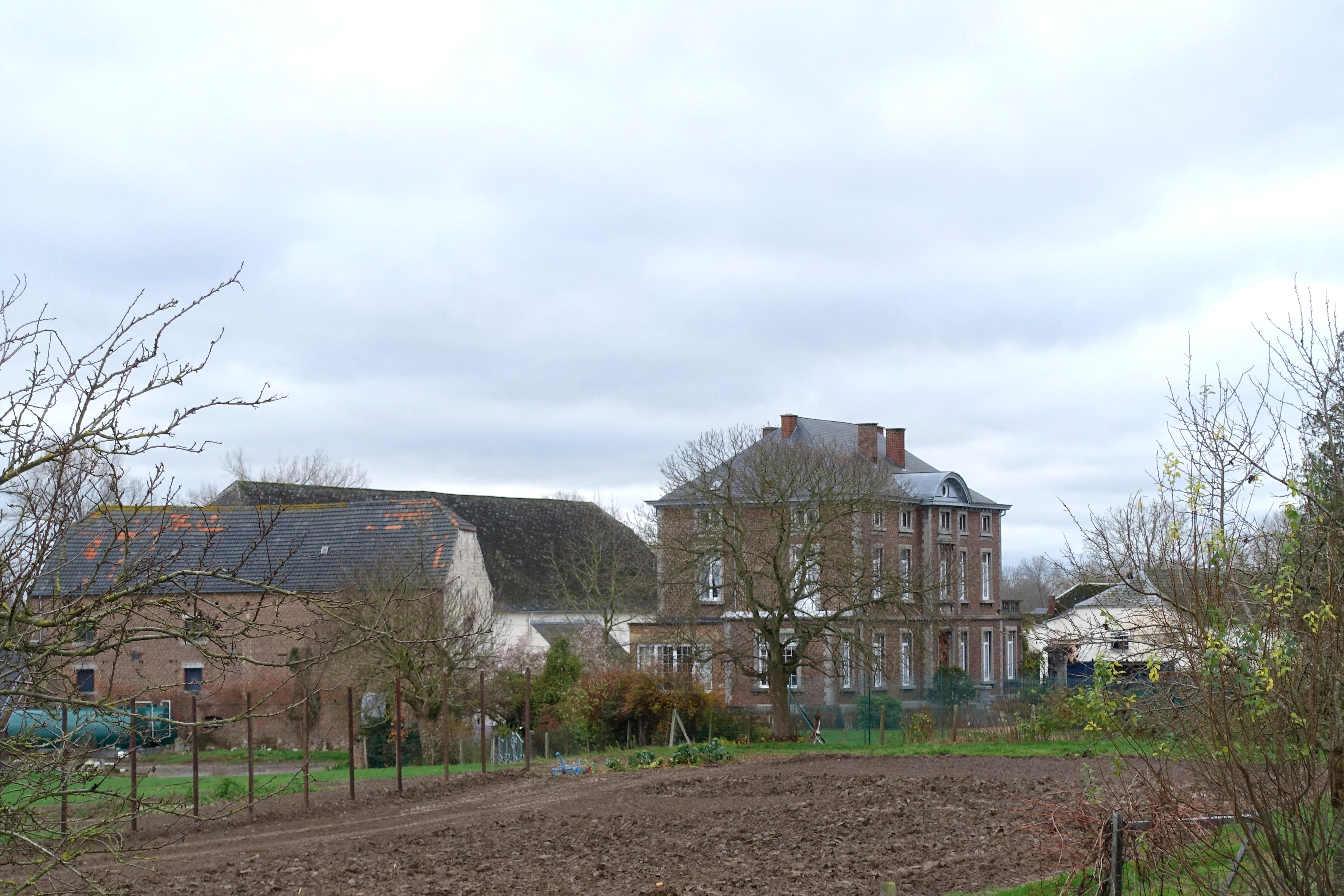
Manoir de la petite abbaye in Boneffe

## Natuur en landschap
Boneffe ligt aan de Mehaigne. De hoogte aan de kerk bedraagt 138 meter.

## Demografische ontwikkeling
- Bronnen:NIS, Opm:1831 tot en met 1970=volkstellingen, 1976= inwoneraantal op 31 december

## Nabijgelegen kernen
Branchon, Franquenée, Hanret
Deelgemeenten: Aische-en-Refail · Bolinne · Boneffe · Branchon · Dhuy · Hanret · Leuze · Liernu · Longchamps · Mehaigne · Noville-sur-Mehaigne · Saint-Germain · Taviers · Upigny · Waret-la-Chaussée

Belgische gemeenten · arrondissement Namen · provincie Namen · Wallonië